# Цеста (Айдовщина)
Цеста (словен. Cesta) — поселення в долині річки Віпава в общині Айдовщина, за 3 км на захід від м. Айдовщина. Висота над рівнем моря: 120,4 м.